# Чешуя

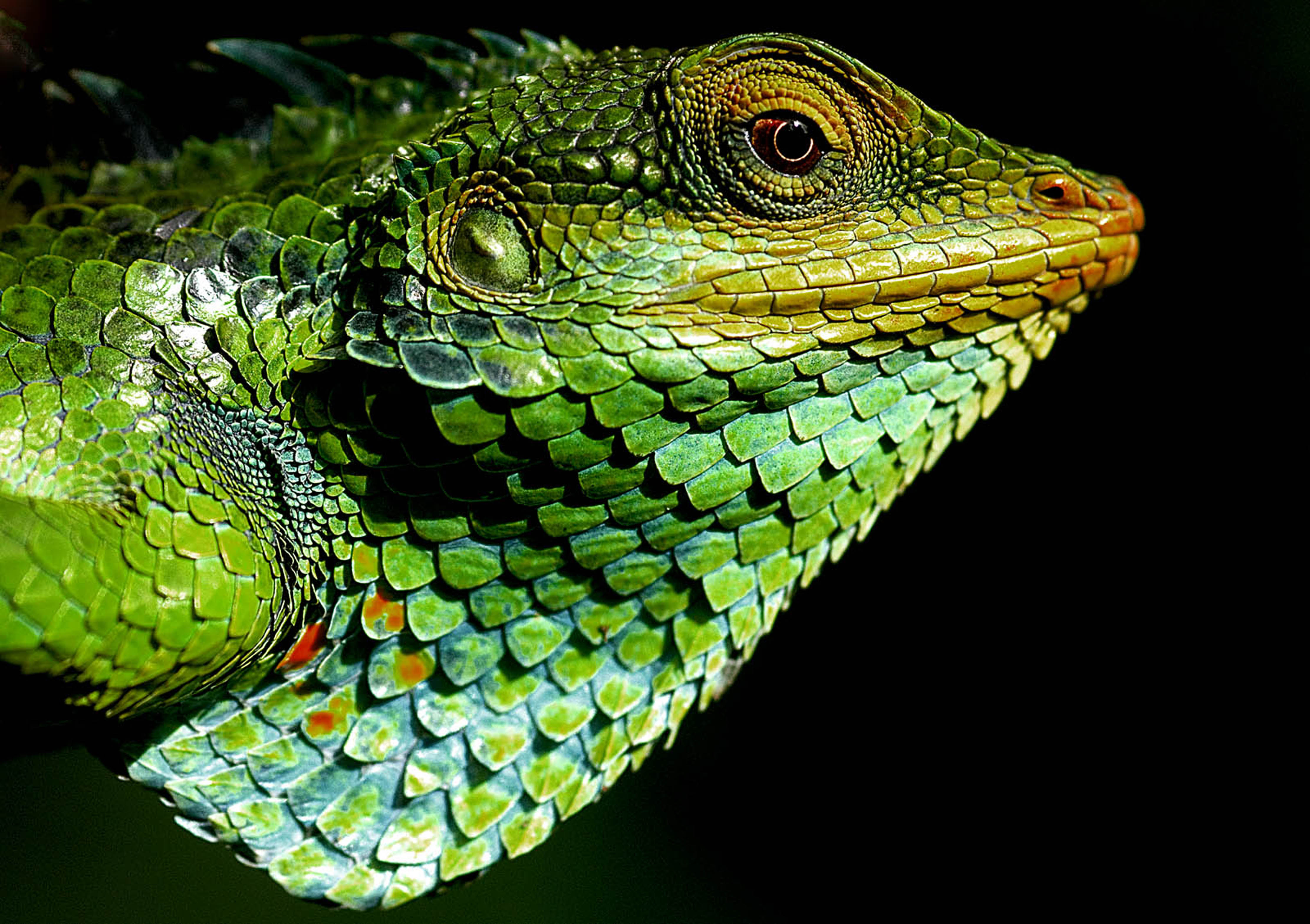
Чешуя ящерицы Calotes grandisquamis

Чешуя́ — наружный покров некоторых живых существ, образуемый роговыми (у амниот) или костными (у рыб) пластинками.
Большинство рыб покрыты чешуёй, хотя у некоторых она редуцируется. Их чешуя развивается в кориуме и представляет собой защитное костное образование в коже, иногда имеющее сложное строение. Чешуя рыб сочетается с наличием слизистых желёз в коже.
Расположение чешуи на теле организма называется фолидозом. На коже человека образования, напоминающие чешую, появляются вследствие ихтиоза.

## Форма чешуй
У рыб в зависимости от характера костного образования различают пять форм чешуй:
- плакоидная (от др.-греч. πλάξ плакс — плоскость, и εἶδος эйдос — форма) — пластинки, лежащие в волокнистом слое кожи и заканчивающиеся зубцом с вершиной, направленной назад. В течение жизни рыбы эта чешуя неоднократно сменяется. Чешуйки состоят из трёх слоёв: витродентина (наружное вещество, подобное эмали), дентина (органическое вещество, содержащее известь) и пульпы[4];
- ганоидная — большие окостеневшие щитки; состоят из трёх слоёв: плотного верхнего ганоина, среднего космина с многочисленными канальцами и нижнего костного изопедина[4];
- космоидная — толстые пластинки округлой или ромбической формы, сверху покрытые космином (видоизменённым дентином); эта форма представляет собой разновидность ганоидной чешуи[4];
- циклоидная — тонкие округлые полупрозрачные пластинки с гладким наружным краем;
- ктеноидная — тонкие округлые полупрозрачные пластинки с зазубренным наружным краем. У двух последних форм чешуи сохранился только костный слой[4].

Плакоидные чешуи характерны для хрящевых рыб, ганоидные — для низших лучепёрых (хрящевые и костные ганоиды, панцирникообразные, многопёровые; ганоидная чешуя сохраняется также на хвосте у осетровых), циклоидные — для костистых рыб (сельдевые, карповые), ктеноидные — для высших костистых рыб (окуневые), космоидные — для лопастепёрых (у современных двоякодышащих чешуя утрачена). Плакоидная чешуя является наиболее древней. Зубы позвоночных животных являются производными плакоидной чешуи, видоизменившейся в ходе эволюции.
Чешуя пресмыкающихся является роговым образованием эпителиального происхождения.

## Применение
В рыбоперерабатывающей промышленности чешуя в основном является отходом производства, часть её используется для производства рыбной муки, проводятся исследования по поиску новых направлений использования рыбной чешуи.
Чешуя уклеек до распространения синтетических пигментов широко использовалась для приготовления «жемчужной эссенции», применяемой в качестве перламутрового пигмента для приготовления красок, изготовления искусственного перламутра и жемчуга.